# Mazarunia mazarunii
Espèce
Mazarunia mazarunii est un poisson d'eau douce de la famille des Cichlidés. Il se rencontre au Guyana (Amérique du Sud).

## Description
Mazarunia mazarunii mesure jusqu'à 5,3 cm.